# Etheostoma susanae
Etheostoma susanae är en fiskart som först beskrevs av Jordan och Swain, 1883.  Etheostoma susanae ingår i släktet Etheostoma och familjen abborrfiskar. Inga underarter finns listade i Catalogue of Life.